# Aus (Namibia)
Aus es una localidad de Namibia en la región de Karas a 125 km al oeste de Lüderitz.
El pueblo, creado por el ejército sudafricano en 1915 sirvió de campamento para 1550 soldados alemanes en la Primera Guerra Mundial.

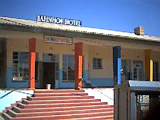
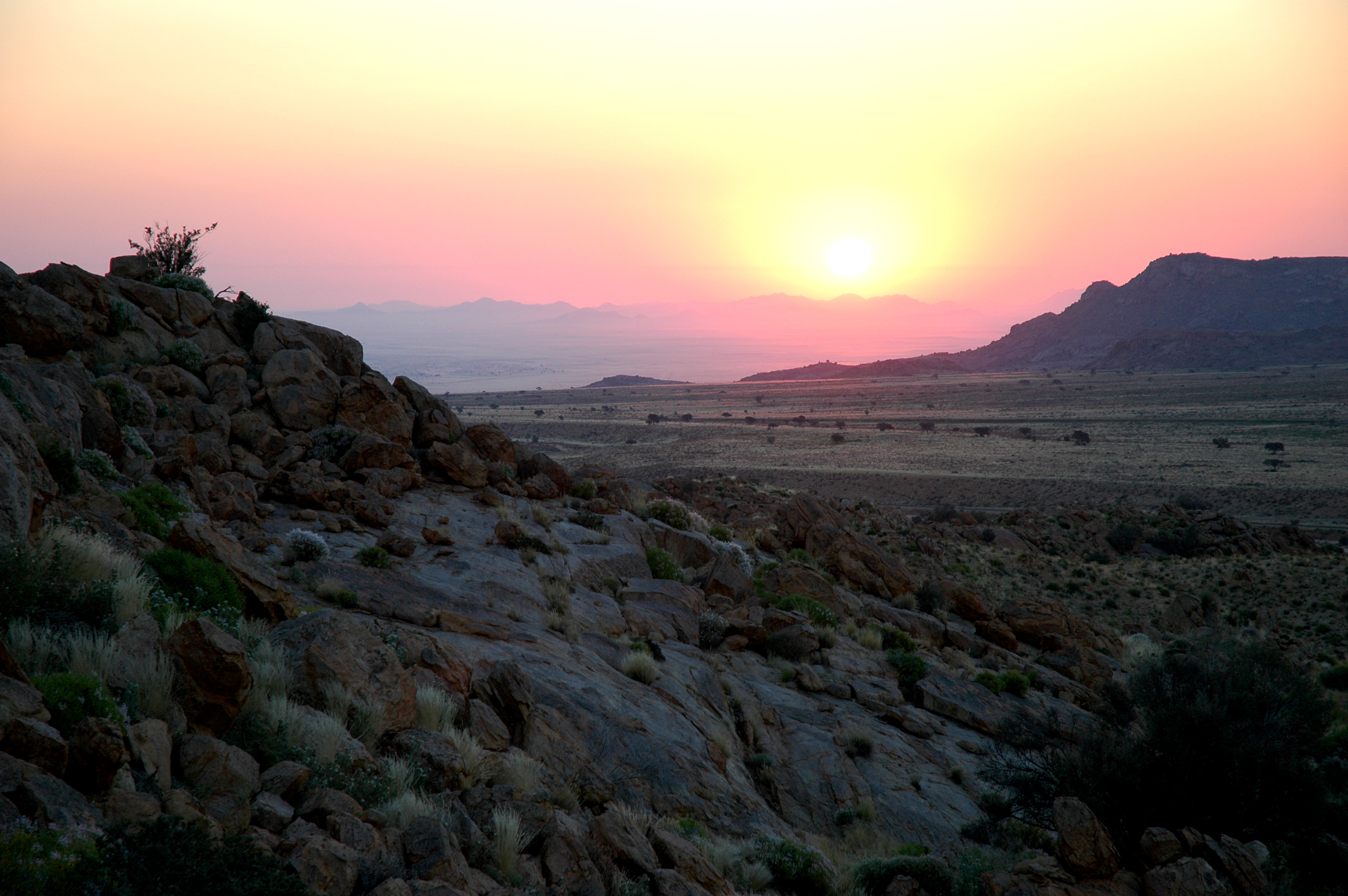
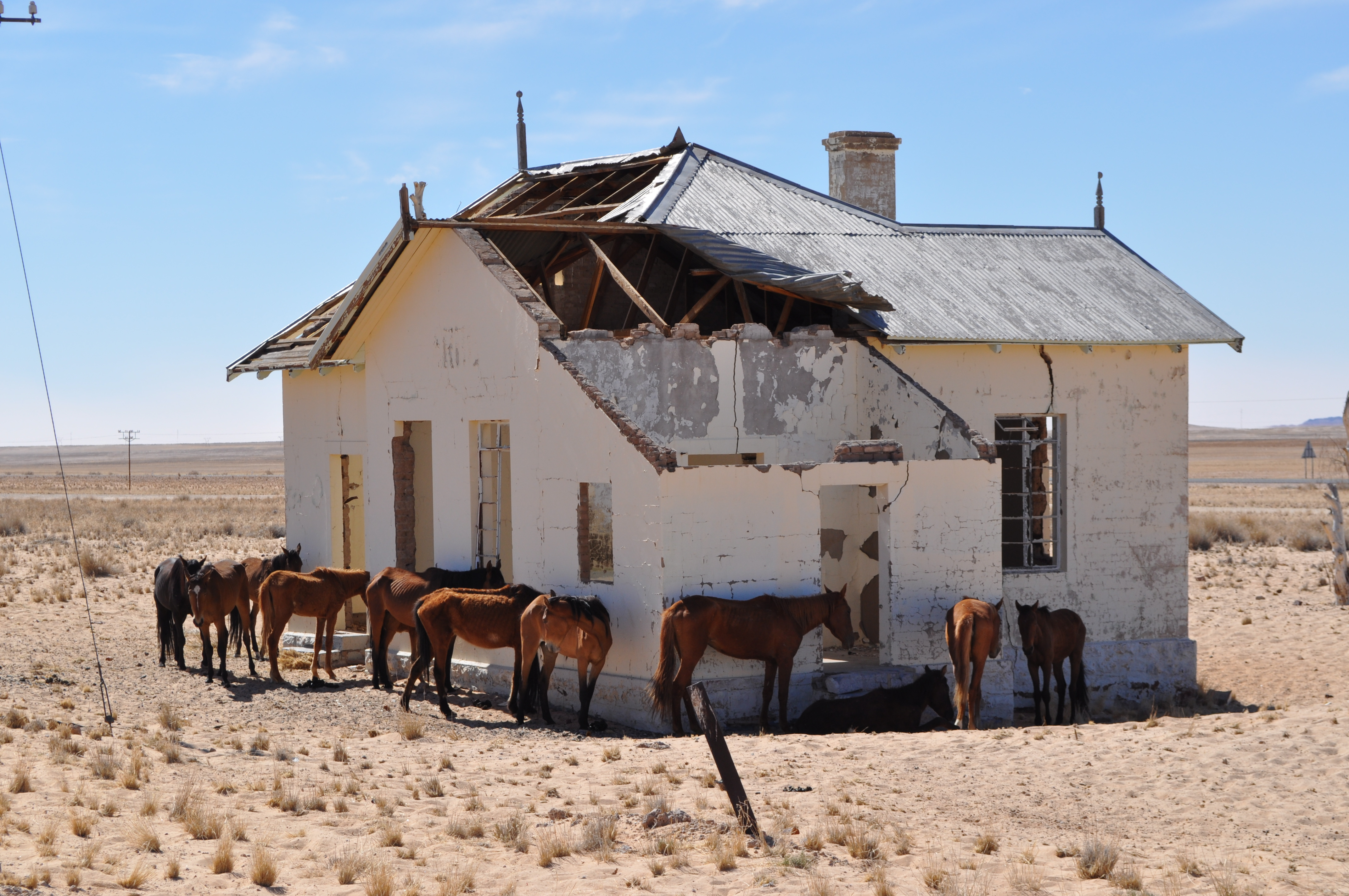
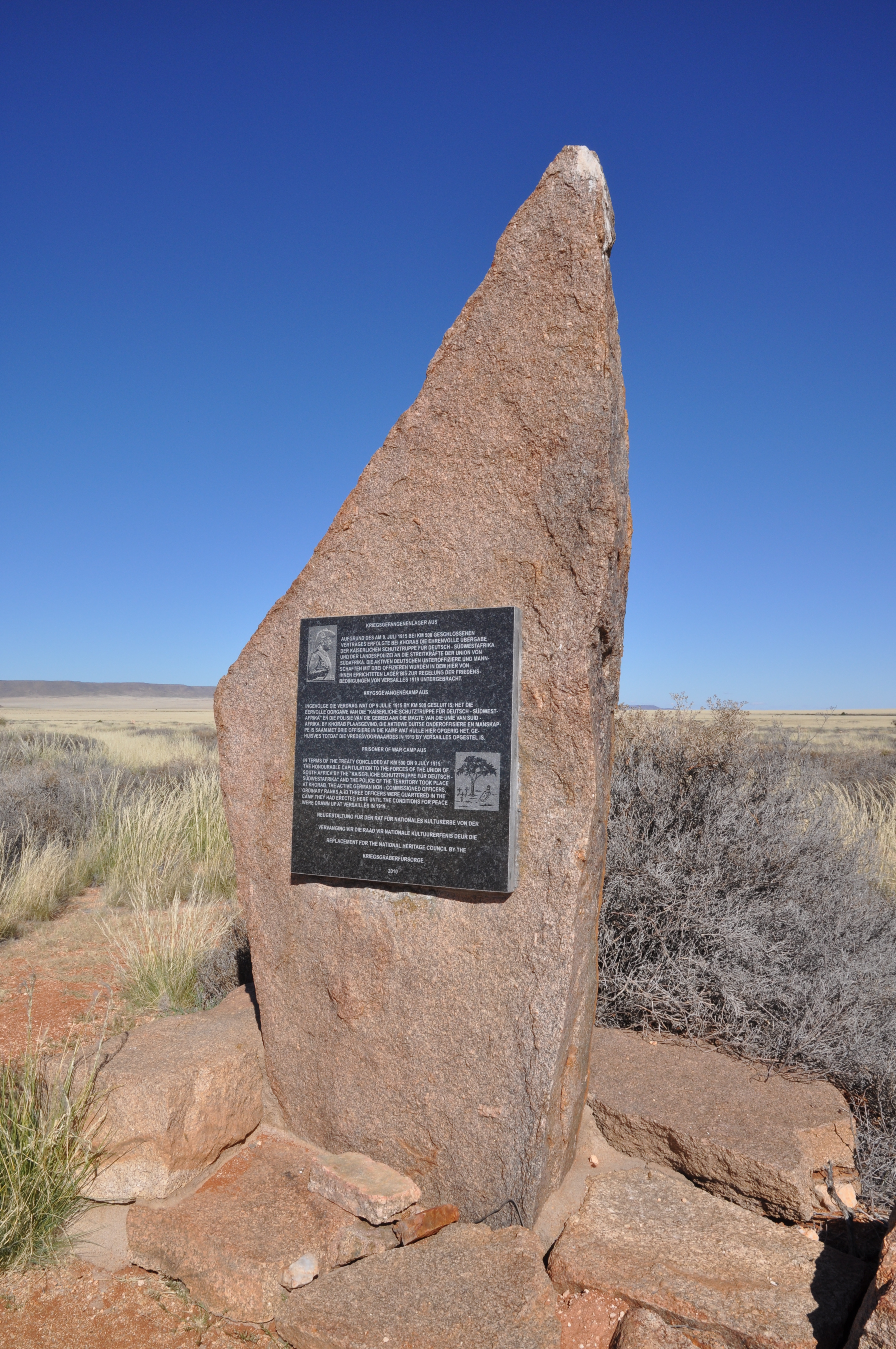
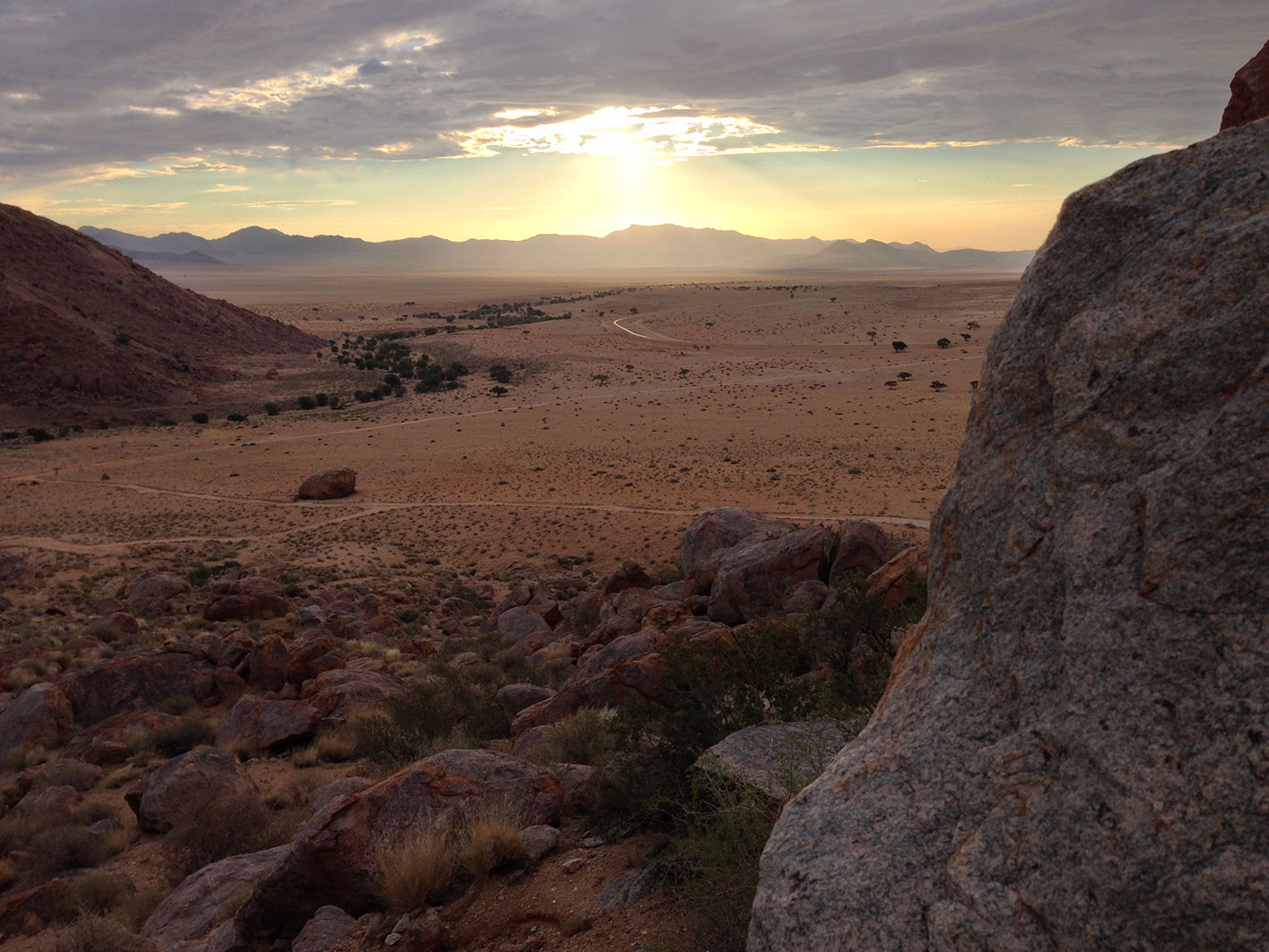
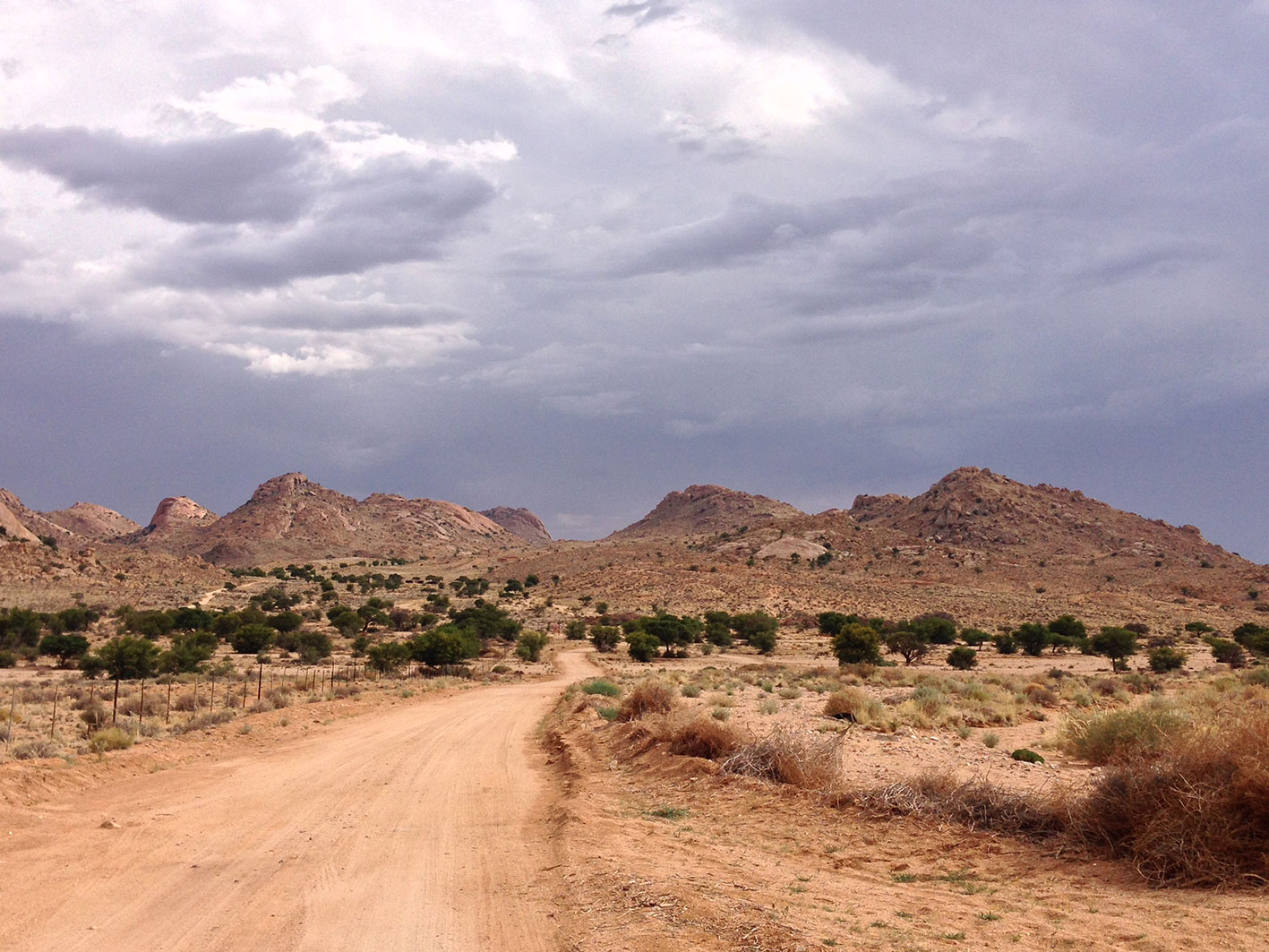

- Datos: Q777558
- Multimedia: Aus, Namibia / Q777558